# Galenara lixaria
Galenara lixaria là một loài bướm đêm trong họ Geometridae.